# Festival international du film de Toronto 1980
Le Festival international du film de Toronto 1980 est la 5e édition du festival. Il s'est déroulé du 4 septembre 1980 au 13 septembre 1980.

## Palmarès
| Prix,                 | Film                    | Réalisateur  |
| --------------------- | ----------------------- | ------------ |
| People's Choice Award | Enquête sur une passion | Nicolas Roeg |

## Programme

### Présentation gala
- Enquête sur une passion (Bad Timing) de Nicolas Roeg[2]
- Return of the Secaucus 7 (en) de John Sayles
- Opname (nl) d'Erik van Zuylen et Marja Kok
- Lieve jongens (nl) de Paul de Lussanet
- Retrato de Teresa de Pastor Vega
- Heartland de Richard Pearce
- Quelques jours de la vie d'Oblomov (Несколько дней из жизни И. И. Обломова) de Nikita Mikhalkov

### Documentaires
- Divine Madness de Michael Ritchie
- Nick's Movie de Wim Wenders et Nicholas Ray